# Govind P. Agrawal
Govind Prasad Agrawal (* 24. Juli 1951 in Kashipur) ist ein indisch-US-amerikanischer Physiker, der sich mit Laserphysik und Nichtlinearer Optik befasst.
Agrawal studierte an der University of Lucknow mit dem Bachelor-Abschluss 1969 und am Indian Institute of Technology in Neu-Delhi mit dem Master-Abschluss 1971 sowie der Promotion in Physik 1974. Als Post-Doktorand war er 1974 bis 1976 an der École polytechnique und 1977 bis 1980 forschte er an der City University of New York in Laserphysik. Danach war er bei der Firma Quantel in Frankreich und ab 1982 an den Bell Laboratories in der Abteilung Halbleiterlaser. 1989 wurde er Associate Professor und 1992 Professor an der University of Rochester.
Agrawal leistete insbesondere Beiträge zur optischen Nachrichtentechnik, nichtlinearen Glasfaseroptik und Halbleiterlasern. Er ist Verfasser mehrerer Lehrbücher.
2012 erhielt er den Quantum Electronics Award der IEEE für fortgesetzte Beiträge zur optischen Nachrichtentechnik mit Glasfasern durch innovative Forschung und als Autor einer Reihe angesehener Lehrbücher. Er ist Fellow der IEEE, der American Physical Society und der Optical Society of America, die ihm 2019 ihren Max Born Award verlieh.
Agrawal war Mitherausgeber des Journal of the Optical Society of America (Teil B). Er hat die US-amerikanische Staatsbürgerschaft.

## Schriften
- mit Niloy K. Dutta: Semiconductor Lasers, Van Nostrand, 2. Auflage 1993
- Nonlinear Fiber Optics, Academic Press/Elsevier, 4. Auflage 2007
- Fiber-Optic Communication Systems, Wiley, 4. Auflage 2010
- Applications of Nonlinear Fiber Optics, Academic Press, 2. Auflage 2008
- Lightwave Technology: Components and Devices, Wiley 2004
- Lightwave Technology: Telecommunication Systems, Wiley 2005
- Herausgeber: Semiconductor Lasers: Past, Present and Future, AIP Press, 1995
- Herausgeber mit Clifford Headley: Raman Amplification in Fiber Optical Communication Systems, Academic Press, 2005
- mit Malin Premaratne: Light propagation in gain media: optical amplifiers, Cambridge University Press 2011
- mit Yuri S. Kivshar: Optical solitons: from fibers to photonic crystals, Academic Press 2003
- Herausgeber mit Robert W. Boyd: Contemporary Nonlinear Optics, Academic Press 1992